# Telatyn (gromada)
Telatyn – dawna gromada, czyli najmniejsza jednostka podziału terytorialnego Polskiej Rzeczypospolitej Ludowej w latach 1954–1972.
Gromady, z gromadzkimi radami narodowymi (GRN) jako organami władzy najniższego stopnia na wsi, funkcjonowały od reformy reorganizującej administrację wiejską przeprowadzonej jesienią 1954 do momentu ich zniesienia z dniem 1 stycznia 1973, tym samym wypierając organizację gminną w latach 1954–1972.
Gromadę Telatyn z siedzibą GRN w Telatynie utworzono – jako jedną z 8759 gromad na obszarze Polski – w powiecie tomaszowskim w woj. lubelskim na mocy uchwały nr 16 WRN w Lublinie z dnia 5 października 1954. W skład jednostki weszły obszary dotychczasowych gromad Telatyn, Żulice, Dutrów, Radków wieś i Radków kol. ze zniesionej gminy Telatyn w tymże powiecie. Dla gromady ustalono 14 członków gromadzkiej rady narodowej.
29 lutego 1956 z gromady Telatyn wyłączono kolonię Radków, włączając ją do gromady Nowosiółki w tymże powiecie.
1 stycznia 1958 do gromady Telatyn włączono obszar zniesionej gromady Posadów w tymże powiecie.
1 stycznia 1959 do gromady Telatyn włączono obszar zniesionej gromady Łykoszyn w tymże powiecie.
1 stycznia 1960 z gromady Telatyn wyłączono wsie Rzeplin i Rokitno, włączając ich obszar do gromady Ulhówek w tymże powiecie.
1 stycznia 1962 do gromady Telatyn włączono obszar zniesionej gromady Nowosiółki w tymże powiecie.
Gromada przetrwała do końca 1972 roku, czyli do kolejnej reformy gminnej. 1 stycznia 1973 w powiecie tomaszowskim reaktywowano gminę Telatyn.